# Gómez Palacio (kommun)
Gómez Palacio är en kommun i Mexiko.   Den ligger i delstaten Durango, i den centrala delen av landet, 800 km nordväst om huvudstaden Mexico City. Antalet invånare är 372 750. Arean är 990 kvadratkilometer.
Terrängen i Gómez Palacio är platt åt nordost, men åt sydväst är den kuperad.
Följande samhällen finns i Gómez Palacio:
- Gómez Palacio
- Poanas
- San Felipe
- El Vergel
- San José de Viñedo
- La Flor
- Seis de Octubre
- Eureka de Media Luna
- La Luz
- Estación Viñedo
- Nazas
- Glorieta
- Dolores
- La Competencia
- Santa Clara
- Bucareli
- El Consuelo
- Pueblo Nuevo
- El Triunfo
- José María Morelos y Pavón
- Masitas
- Jolo
- Colonia Seis de Julio
- Numancia
- Aquiles Serdán
- El Retoño
- Las Lechuzas
- Cuatro de Diciembre
- El Volado
- Berlín
- El Paraíso
- Nuevo Barro
- Independencia
- Lázaro Cárdenas
- Tajo Viejo
- Pastor Rouaix
- Las Playas
- América Uno
- Buendía
- Vicente Nava
- San Roque
- Noria Sector Veintitrés
- Vilma Ale de Herrera
- El Junco
- El Chorizo
- Trece de Marzo
- María Antonieta